# The Assassination - Al centro del complotto
The Assassination - Al centro del complotto (Assassination of a High School President) è un film del 2008 diretto da Brett Simon.
È una commedia statunitense a sfondo giallo e noir con Mischa Barton e Bruce Willis.

## Trama
Bobby Funke è uno studente al secondo anno del proprio istituto superiore. La passione per il giornalismo e l'attrazione per l'avvenente studentessa Francesca Fachini lo spingono ad indagare sulla misteriosa scomparsa di alcuni test dall'archivio scolastico. Dopo aver smascherato il capitano della squadra di basket Paul Moore, ragazzo di Francesca Fachini, Bobby conquista notorietà e stima presso il proprio istituto, nonché le attenzioni della bella Francesca. Tutto sembra andare per il verso giusto, finché il sospetto di aver accusato l'uomo sbagliato si annida nella mente di Funke, pronto a rivedere la posizione di Paul Moore al fine di scoprire la verità. Questa scelta costerà cara a Bobby, costretto a fare i conti con una realtà molto più complicata e sconvolgente di quanto potesse pensare.

## Produzione
Il film, diretto da Brett Simon su una sceneggiatura di Kevin Jakubowski e Tim Calpin, fu prodotto da Doug Davison, Roy Lee e Bob Yari per la Vertigo Entertainment e la Yari Film Group e girato a Bayonne, Clifton, Hoboken e a Jersey City nel New Jersey e nel West Village a New York dall'agosto al settembre del 2007 con un budget stimato in 11,5 milioni di dollari. Il titolo di lavorazione fu The Sophomore.

## Distribuzione
Il film fu presentato negli Stati Uniti nel 2008. Fu poi distribuito per l'home video dalla Sony Pictures Home Entertainment nel 2009 dopo il fallimento della Yari Film Group e dopo che la distribuzione nelle sale era stata rinviata a tempo indeterminato.
Altre distribuzioni:
- negli Stati Uniti il 17 gennaio 2008 (Sundance Film Festival)
- negli Stati Uniti il 14 marzo 2008 (South by Southwest)
- in Russia il 14 maggio 2009 (in TV)
- negli Stati Uniti il 6 ottobre 2009 (in DVD)
- in Canada il 27 ottobre 2009 (L'assassinat du président de l'école, in DVD)
- in Germania il 4 febbraio 2010 (Lange Beine, kurze Lügen, in DVD)
- in Ungheria il 12 marzo 2010 (in DVD)
- in Portogallo l'8 aprile 2010 (O Mistério dos Exames Roubados)
- in Finlandia il 14 aprile 2010 (The High School Conspiracy, in DVD)
- in Svezia il 14 aprile 2010 (The High School Conspiracy, in DVD)
- in Australia l'11 giugno 2010 (Blu-ray)
- in Polonia il 5 luglio 2010 (Szkola zgorszenia, in DVD)
- in Giappone il 2 aprile 2011
- in Repubblica Ceca (Atentát na strední)
- in Croazia (Atentat na predsjednika gimnazije)
- in Turchia (Lise Atesi)
- in Ungheria (Merénylet a suligóré ellen)
- in Brasile (Provas e Trapaças)
- in Serbia (Ubistvo predsednika srednje škole)
- in Italia il 20 febbraio 2014 (The Assassination - Al Centro Del Complotto in DVD)

## Promozione
La tagline è: "Politics, popularity, paranoia, pharmaceuticals. Are you in?".